# Distretto di Imboden
Il distretto di Imboden è stato un distretto del Canton Grigioni, in Svizzera, fino alla sua soppressione avvenuta il 31 dicembre 2015. Dal 1º gennaio 2016 nel cantone le funzioni dei distretti e quelle dei circoli, entrambi soppressi, sono stati assunti dalle nuove regioni; il territorio dell'ex distretto di Imboden coincide con quello della nuova regione Imboden.
Il distretto confinava con i distretti di Landquart a nord-est, di Plessur a est, di Hinterrhein a sud-est e di Surselva a sud-ovest, con il Canton Glarona a nord-ovest e con il Canton San Gallo (distretto di Sarganserland) a nord. Il capoluogo era Domat/Ems. Il distretto di Imboden era il penultimo distretto per superficie (seguito solo dal distretto di Landquart) ed il sesto per popolazione del Canton Grigioni.

## Geografia antropica

### Suddivisioni amministrative

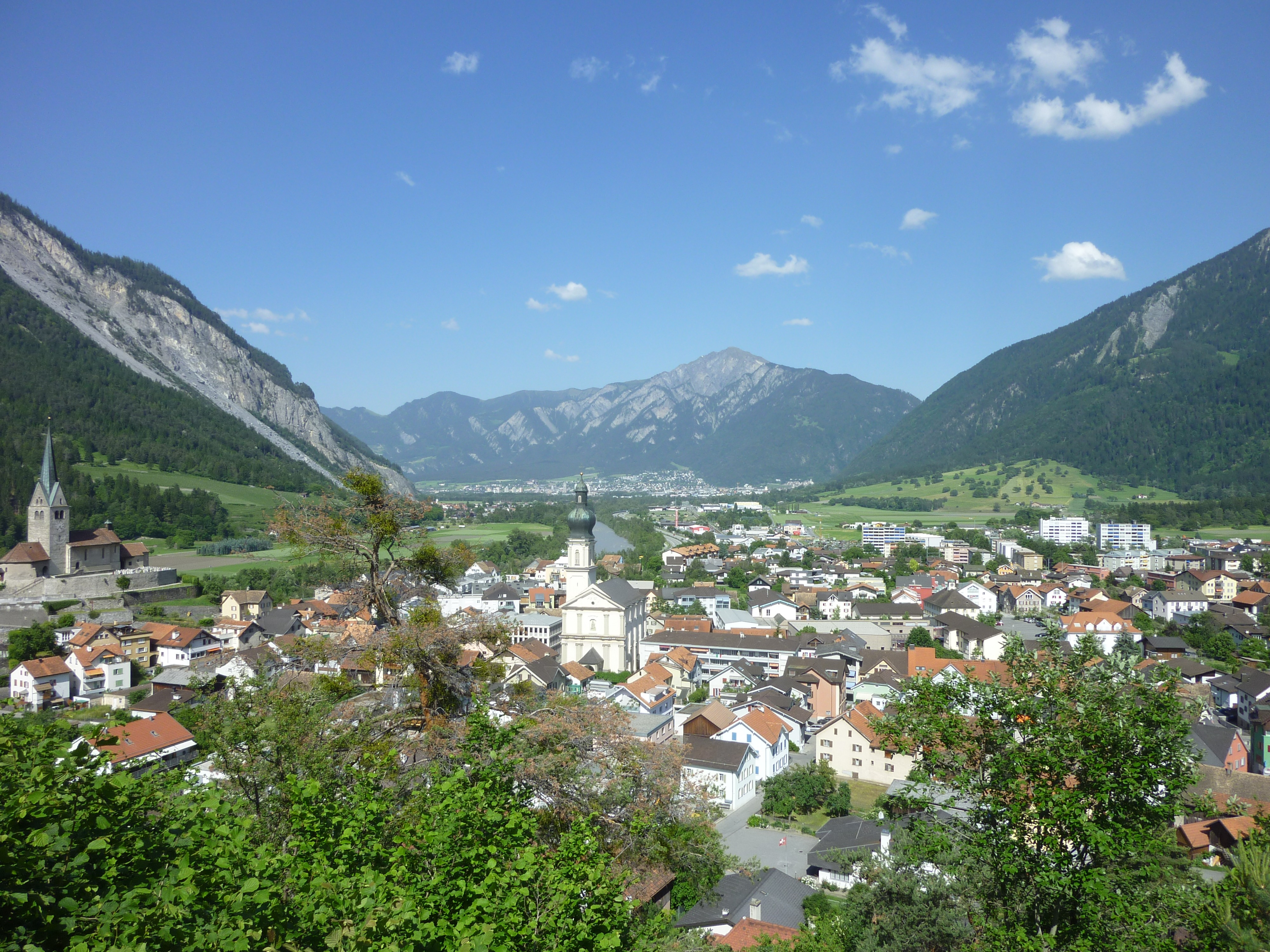
Domat/Ems

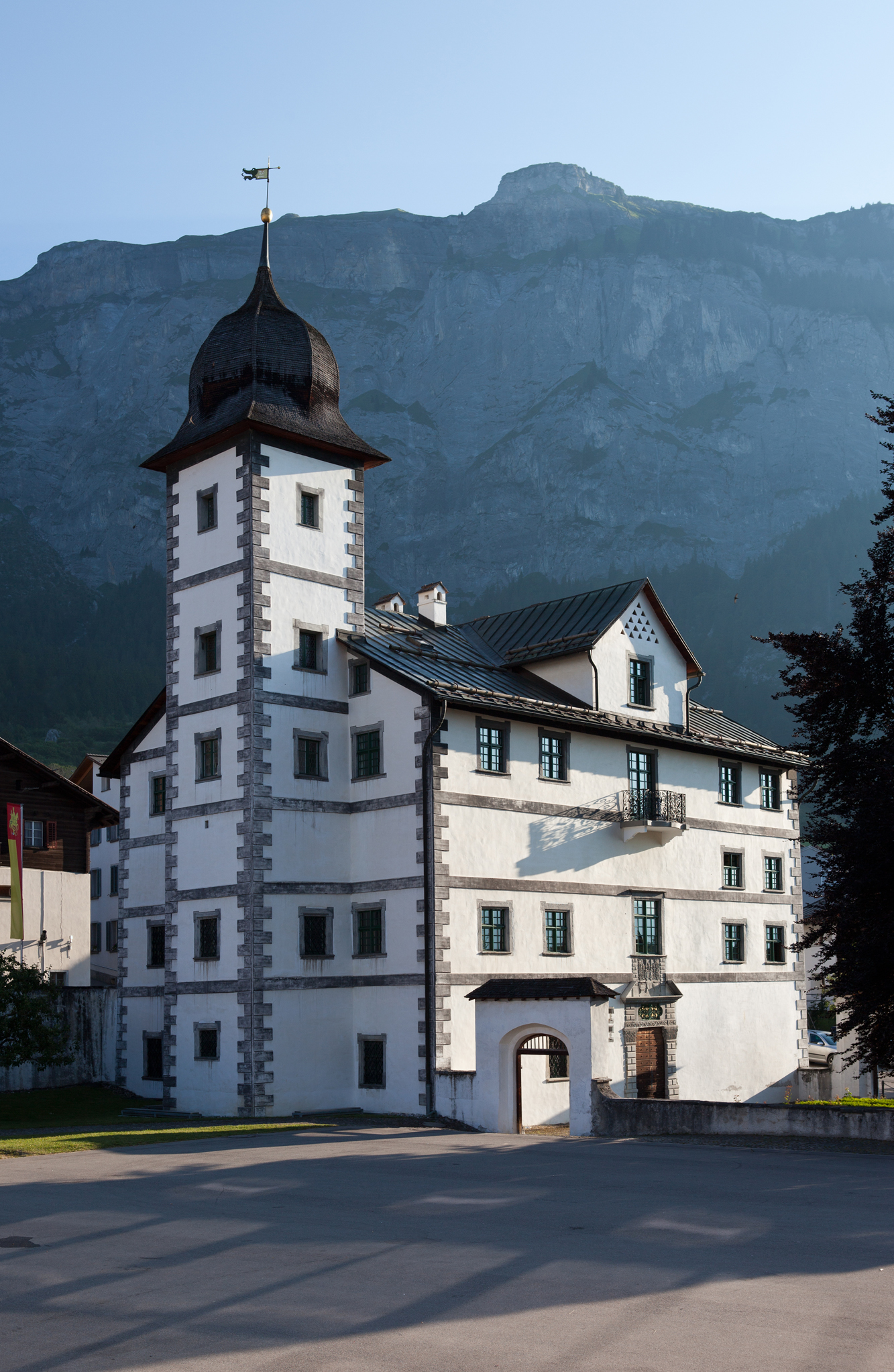
Municipio di Flims

Il distretto era diviso in 2 circoli e 7 comuni:
| Circolo di Rhäzüns | Circolo di Rhäzüns | Circolo di Rhäzüns  | Circolo di Rhäzüns |
| Stemma             | Nome del comune    | Abitanti 31-12-2016 | Superficie in km²  |
| ------------------ | ------------------ | ------------------- | ------------------ |
| Bonaduz            | Bonaduz            | 3229                | 14.40              |
| Domat/Ems          | Domat/Ems          | 8043                | 24.22              |
| Rhäzüns            | Rhäzüns            | 1463                | 13.37              |

| Circolo di Trin | Circolo di Trin | Circolo di Trin     | Circolo di Trin   |
| Stemma          | Nome del comune | Abitanti 31-12-2016 | Superficie in km² |
| --------------- | --------------- | ------------------- | ----------------- |
| Felsberg        | Felsberg        | 2547                | 13.40             |
| Flims           | Flims           | 2722                | 50.51             |
| Tamins          | Tamins          | 1201                | 40.74             |
| Trin            | Trin            | 1340                | 47.17             |

## Variazioni amministrative

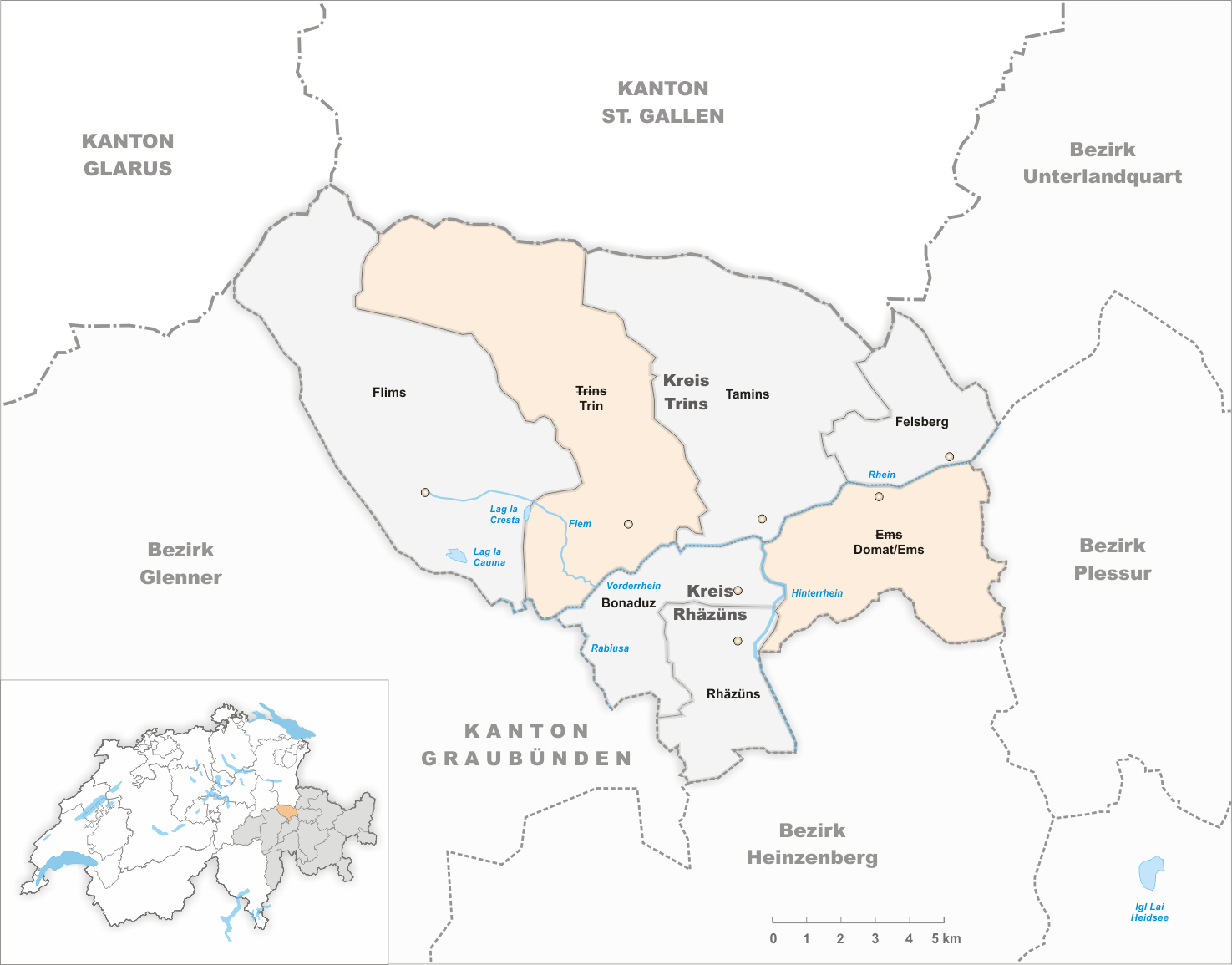
I comuni fino al 1942

- 1943: il comune di Ems cambia nome in Domat/Ems
- 1943: il comune di Trins cambia nome in Trin